# Phygopoda albitarsis
Phygopoda albitarsis är en skalbaggsart som först beskrevs av Johann Christoph Friedrich Klug 1825.  Phygopoda albitarsis ingår i släktet Phygopoda och familjen långhorningar. Inga underarter finns listade i Catalogue of Life.